# Timerne med Christine
|  | Denne artikel er oprettet af botten Steenthbot ud fra en ekstern database. Den kan derfor have sproglige fejl eller mangler. Denne skabelon kan fjernes efter kontrol af indholdet. |

Timerne med Christine er en dansk kortfilm fra 2013 instrueret af Andrias Høgenni og efter manuskript af Lotte Mia Wewer.

## Handling
Sebastian er fascineret af den stille Christine, som han arbejder sammen med på den lokale fiskefabrik. Af den samme grund inviterer han hende med til en fest, som bliver holdt efter arbejdstid. Desværre går intet efter planen.